# Mykolajiv (Lviv oblast)
 Ikke at forveksle med byen Mykolajiv i det sydlige Ukraine.
Mykolajiv (ukrainsk: Миколаїв, også kaldet Mykolayiv, polsk: Mikołajów) er en by i Stryj rajon, Lviv oblast (region) i det vestlige Ukraine. Den er hjemsted for administrationen af Mykolajiv urban hromada, en af hromadaerne i Ukraine. I 2021 havde byen 14.637 indbyggere.
For at skelne Mykolajiv fra den meget større sydlige by med samme navn kaldes førstnævnte undertiden Mykolajiv på Dnestr (ukrainsk: Миколаїв над Дністром, Mykolaiv nad Dnistrom) efter den store flod, den ligger ved (mens sidstnævnte ligger ved Sydlige Buh, en anden stor flod). Den nærmeste jernbanestation hedder officielt Mykolajiv-Dnistrovskyj.

## Galleri
- Mykolaiv Cementfabrik
- Restaurerede byhuse
- Lokalmuseum